# Saša Stevanović
Saša Stevanović (in serbo Саша Стевановић?; Kragujevac, 4 agosto 1974) è un ex calciatore serbo, in precedenza jugoslavo, di ruolo portiere.

## Carriera

### Nazionale
Il suo debutto con la nazionale federale jugoslava risale al 28 giugno 2001 nella partita contro il Paraguay giocata a Tokyo. La sua ultima partita con la nazionale risale al 6 ottobre 2001 contro il Lussemburgo a Belgrado.
Indossò la maglia della nazionale per un totale di 4 partite.

## Palmarès

### Competizioni nazionali
- Campionato ungherese: 1

Győri ETO: 2012-2013
- Supercoppa d'Ungheria: 1

Győri ETO: 2013